# Zoltán Nagy
Zoltán Nagy (ur. 25 października 1985 w Debreczynie) – węgierski piłkarz, występujący na pozycji obrońcy.